# 札蘭丁
札蘭丁·明布爾努（Jalal al-Din Mangburni）（波斯語：جلال الدین مِنکُبِرنی，羅馬化：Jalāl al-Dīn Mengburnī，？—1231年），阿拉丁·摩诃末之子，花剌子模王朝的末代沙阿與蘇丹，隸屬阿努什的斤家族的第8任統治者。

## 早年
出生地是古爾干奇（Gurganj），今天的烏茲別克與土庫曼交界地區，是當代花剌子模最富庶的都市之一，雖然是長子，但母親為妾室（突厥人），因此繼承地位受到質疑。初時，圖兒罕可敦強迫蘇丹摩訶末廢除札蘭丁王儲改立幼子斡思剌黑為繼承人，扎蘭丁聽從其生母勸諫遠離中央，後扎蘭丁受封於古爾（今阿富汗哈扎里斯坦）及哥疾寧（今阿富汗喀布爾西南的加茲尼）之地（因其母是土庫曼人，不受康里將領支持）。

## 與蒙古的正面衝突

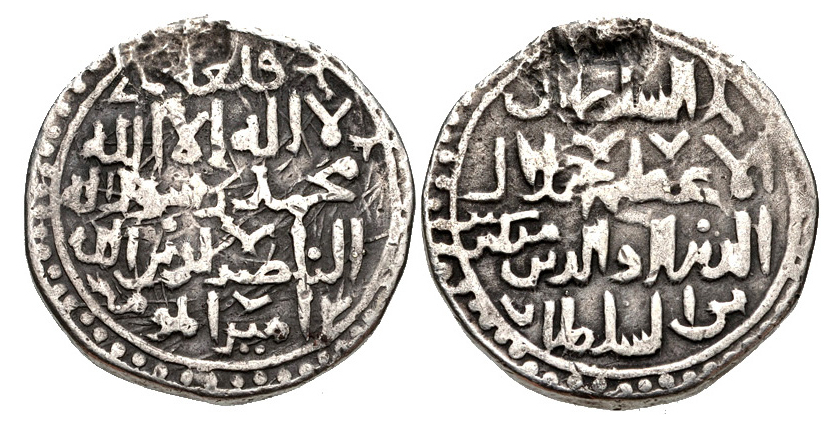
以扎兰丁名字铸造的花剌子模迪拉姆银币

1217年，札蘭丁父親摩訶末自稱「萬王之王」（Shahanshah）與宗教領袖，象徵他已不再承認僅作為哈里發的附庸，他以此為由命札蘭丁從古爾進軍巴格達，但在接近巴格達前遭遇暴雨與瘟疫，士氣崩潰，穆罕默德只得撤軍，此役失敗也讓他放棄了稱哈里發的念頭。
1218年，摩诃末的母亲图儿干合敦是康里人，乘摩诃末远征之机，依仗康里的将领在乌龙格赤（今土库曼斯坦乌尔根奇）另立朝廷，母子不和使號稱拥兵四十万花剌子模战力松散。
1219年秋季，成吉思汗率領蒙古軍大舉侵入花剌子模，摩訶末退駐阿姆河南，並且準備逃往西境以避蒙古兵鋒；扎蘭丁力諫，並自請統兵迎戰，摩訶末不納。面對蒙古軍隊，摩诃末選擇分兵固守主要城市如撒馬爾罕、不花剌、尼沙布爾等地，而非與蒙古軍正面交鋒。花喇子模帝國疆域雖大，然太后图儿干合敦擁兵自重，導致行政體系薄弱、內部權力分裂，形成不穩的「雙重政權」。
1220年春季，蒙古军队渡过锡尔河，开始了進攻。相繼佔領不花剌、撒馬爾罕席卷布哈拉、庫尼亞烏爾根奇和首都撒马尔罕。成吉思汗遣哲別、速不臺追擊摩訶末，扎蘭丁隨父西逃，躲入裏海中一島。年終，摩訶末病死，死前傳位扎蘭丁。
1221年，返回舊都玉龍傑赤，花剌子模的康里將領素驕模懼扎蘭丁奪其軍權，密謀害之。在太后图儿干合敦與貴族政變未遂後，倉皇離開古爾干奇，率領少數親信越過喀拉庫姆沙漠，輾轉到哥疾寧後集結母系土庫曼氏族舊部，向所有伊斯蘭國家求救，在外叔父帖木兒馬利克帶領下聚集逾約八萬軍隊，進駐八魯灣川（今阿富汗喀布爾東北帕爾旺省），出擊蒙古軍獲勝，史稱帕爾旺戰役（1221），該戰場位於今阿富汗喀布爾省與帕爾旺省交界的瓦利安谷地（Waliyan Valley），多岩狹窄、地勢崎嶇之地，對蒙古騎兵極為不利，伊斯蘭哈里發支援的加齊戰士也奮勇殺敵，中軍由札蘭丁親自指揮，右翼為伊格拉克（Ighrak），左翼由帖木兒·馬利克（Temur Malik）統領。為阻止追擊，蒙古軍在撤退途中焚毀橋樑，這是蒙古的在中亞的第一次戰敗，然而內部分贓失序，右翼將領伊格拉克與帖木兒馬利克爆發衝突，導致軍心渙散。扎蘭丁反擊後，呼羅珊許多城市起而響應，反抗蒙古壓迫。同年成吉思汗親率大軍南下，札蘭丁不敢決戰，轉進印度河畔，企圖東渡避難。11月，雙方爆發印度河之戰，花剌子模軍大敗，妻兒與親軍備全殲。札蘭丁奇蹟生還，令成吉思汗稱許其英勇，命軍中不得射殺他。
1221年冬，扎蘭丁進入印度後在西部地區和地方勢力競合，以拉合爾為根據地發展其勢力，進而擴及至大部分的旁遮普地區，亦曾數度和蒙古追兵交戰。
1223年他向印度的主要勢力德里蘇丹國提出合作並請求庇護，但德里蘇丹國的統治者伊勒杜迷失不想與成吉斯汗為敵而拒絕，甚至出兵攻打拉合爾，之後伊勒杜迷失稱願與扎蘭丁通婚結盟，但實為爭取時間，不久扎蘭丁發覺伊勒杜迷失無意通婚，他任命了一名繼任者作為其在印度次大陆地區的代表後便離開拉合爾，帶兵重創了木爾坦統治者卡巴查，並進入印度河口一带（今巴基斯坦信德省和印度古吉拉特邦），之後離開印度到了波斯。

## 與罗姆蘇丹國的衝突
1224年，獲兄弟兼軍閥長官吉亞斯丁之邀回國，他離開印度返回波斯，向阿拔斯王朝哈里發納綏爾借兵，先後據有克爾曼、伊斯法罕等地區。
1225年，擊滅阿塞拜疆地區埃爾迪古茲王朝阿德貝格月即别，建都大不里士，阿姆河以西諸川盡為所有，勢力復振，隨即於哈里發納綏爾爆發新仇加上過往宿怨，引起伊斯蘭諸國不滿，扎蘭丁陷於孤立，他招集的軍隊也在厄尔布尔士山脉被蒙古軍击败。
1225年秋，扎蘭丁的軍隊到達格鲁吉亚，擊敗魯速丹女王下達指令徵集得來的部隊。
1226年佔領並破壞格鲁吉亚首都第比利斯。其後扎蘭丁向西進攻由小亞細亞罗姆蘇丹國（Rûm）控制的亞美尼亞地區；格鲁吉亚則趁機起兵抵抗扎蘭丁，並與罗姆蘇丹國組成聯盟。
1227年，罗姆蘇丹國的蘇丹凱庫巴德一世進軍安那托利亞東部，被蒙古擊敗的札蘭丁亦逃到這裡，造成政局不穩局面。
1228年，察合臺率蒙古軍進至伊斯法罕，扎蘭丁戰敗，單騎突圍。蒙古軍撤退後，他仍不重視防範強敵，繼續搶掠和擴張，並出兵攻佔起拉特（位於今土耳其比特利斯省境內），侵犯罗姆。凱庫巴德原本企圖與札蘭丁組成聯盟以應對蒙古的威脅，但聯盟最終沒有落實，札蘭丁反而奪取了重要要塞阿赫拉特（Ahlat）。

## 勇士末路
1228年，成吉思汗死後，新任大汗窩闊臺派蒙古大將拔都統兵征討扎蘭丁，直取大不里士，扎蘭丁倉惶出逃。另一方面，窩闊台也命綽兒馬罕前去花剌子模作戰。　
扎蘭丁從復國以來，不事整頓內政，只不斷窮兵黷武，殺掠、壓迫被征服地區的人民，又沉溺酒色，以致大失民心。
扎蘭丁在南高加索地區的格魯吉亞王國（包括首都第比利斯）反覆戰鬥，格魯吉亞因戰爭而殘破；從而導致綽兒馬罕所率領的軍隊進攻格魯吉亞時，格魯吉亞無力有效抵抗，成為蒙古帝國的附屬國。扎蘭丁在包括阿塞拜疆、格魯吉亞曾佔領的土地都被綽兒馬罕所率領的軍隊重新控制。
1230年，札蘭丁被凱庫巴德領導的各國聯軍在錫瓦斯與埃爾津詹（今土耳其埃爾津詹省）之間的地區擊敗，被迫議和而還。
1231年冬天，綽兒馬罕在進攻阿塞拜疆時擊敗札蘭丁的軍隊並佔領伊朗北部，花剌子模節節敗退，札蘭丁逃到錫爾萬迪亞巴克爾山區避難，同年8月在那裡被一名库尔德人殺害，那人聲稱其兄弟在阿赫拉特被札蘭丁的部隊殺害而由此結怨，他的女兒圖爾坎公主被蒙古收留，後嫁予摩蘇爾總督，融入蒙古帝國的統治階層。

## 歷史評價
- Carl Sverdrup 視札蘭丁為軍事才能之巔峰，展現地形運用與士兵士氣整合的高明統帥術。
- Timothy May	認為札蘭丁成為蒙古最忌憚之敵，但亦因缺乏政治整合能力而無法持久反抗。
- 伊本·瓦西勒（Ibn Wasil）認為他若不失敗，或許能作為蒙古與伊斯蘭世界的緩衝。
- 朱韋尼（Juvayni）讚揚其抗蒙精神，但認為他實為自利之徒。

## 相關作品
- 成吉思汗 蒼狼與白鹿IV：東中亞細亞花剌子模的登場人物札蘭丁。
- 成吉思汗 (2004年電視劇)：由阿布力米提飾演的角色札蘭丁。
- 射鵰英雄傳 (2008年電視劇)：由陳靖宇飾演的角色花剌王子。
- 沙那瑪式文學與現代電視劇中，如《我是札蘭丁》（Mendirman Jaloliddin）。

## 資料來源
- 志費尼《世界征服者史》

| 前任： 阿拉丁·摩诃末 | 花剌子模王朝君主 1220年－1231年 | 繼任： 無 |